# Wanås naturreservat
Wanås naturreservat är ett naturreservat i Östra Göinge kommun i Skåne län.
Området är naturskyddat sedan 2020 och är 125 hektar stort. Reservatet ligger väster om Knislinge och består av trädmiljö med grova ekar och bokar, däribland Snapphaneeken som är en av de största i Skåne.
Wanås konst- och skulpturpark ligger i naturreservatet och strax utanför är Wanås slott beläget.